# Radčice (powiat Jablonec nad Nisou)
Radčice – gmina w Czechach, w powiecie Jablonec nad Nysą, w kraju libereckim.
1 stycznia 2017 gminę zamieszkiwało 168 osób, a ich średni wiek 45,4 roku.